# خورشیدگرفتگی ۱۱ اکتبر ۱۹۳۱
خورشیدگرفتگی ۱۱ اکتبر ۱۹۳۱ (به انگلیسی: Solar eclipse of October 11, 1931) یک خورشیدگرفتگی از نوع خورشیدگرفتگی جزئی است. این خورشیدگرفتگی در تاریخ ۱۱ اکتبر ۱۹۳۱ میلادی (‎۱۸ مهر ۱۳۱۰ خورشیدی) روی داد که زمان اوج آن، ساعت ۱۲:۵۵:۴۰ به‌وقت ساعت هماهنگ جهانی بوده‌است.